# Georges Vallet
Georges Vallet, né à Pierreclos le 4 mars 1922 et mort à Saint-Symphorien-d'Ancelles le 29 mars 1994, est un archéologue et historien français.

## Biographie
Fils d'enseignants, Georges Vallet entre à l'École normale supérieure et obtient l'agrégation de grammaire. Membre de l'École française de Rome dès 1948, François Villard l'emmène sur le chantier de Mégara Hyblaea en Sicile. Il devient alors un spécialiste de la colonisation grecque en Italie et en Sicile et consacre sa thèse à l'histoire et à la civilisation du détroit de Messine.
Professeur à la Faculté des lettres de Clermont-Ferrand puis à Paris X-Nanterre, il devient en 1962 directeur de l'Institut français de Naples qu'il transforme en véritable centre universitaire.
Il participe aux congrès de Tarente et en 1966, fonde le Centre Jean-Bérard qui consacre ses activités à la recherche sur l'Italie du Sud et devient conseiller culturel auprès de l’Ambassade de France à Rome puis directeur de l'École française de Rome (1970-1983). Il y effectue de nombreuses réformes, la réorganisant en trois secteurs d'études pilotés par trois directeurs (Antiquité, Moyen Âge, périodes modernes et contemporaines), créant un système de bourse et la résidence de la piazza Navona et faisant aménager le troisième étage du palais Farnèse. Il développe aussi la bibliothèque et établit des liens avec la Yougoslavie et les archéologues du Maghreb.
Avec Giuseppe Nenci, il crée la Bibliothèque topographique de la colonisation grecque en Italie et dans les îles tyrrhéniennes et, directeur de recherches au CNRS, participe à Naples, à la restructuration du musée Paolo-Orsi de Syracuse ainsi à l'organisation du nouvel antiquarium de Mégara.
Secrétaire général de la Commission des fouilles du Ministère des Affaires étrangères à partir de 1990, vice-président du Centre universitaire européen à Ravello, membre de l'Académie des Lyncéens et de la Pontificia Accademia Romana di Archeologia, il est élu à l'Académie des inscriptions et belles-lettres en 1989.

## Publications
- Rhégion et Zancle. Histoire, commerce et civilisation des cités chalcidiennes du détroit de Messine, 1958
- La Céramique archaïque, avec François Villard, 1964
- Le Temple du IVe siècle, avec Villard, 1966
- Le Quartier de l'agora archaïque, 1976
- Guide des fouilles, avec Villard, 1983